# Nikoline Lundgreen
Nikoline Skals Lundgreen (født 7. januar 1998 i Fåborg) er en dansk håndboldspiller som spiller højre back for den tyske klub Thüringer HC. klub Skövde HF. Hun har tidligere spillet for Faaborg HK, TTH Holstebro, Viborg HK og Skövde HF, men har brugt mange af sine ungdomsår i Risøhøj og GOG. Nikoline fik debut i Champions league i 2015 som kun 17 årig i en udekamp mod Metz.